# 笑う地球に朝が来る
『笑う地球に朝が来る』（わらうちきゅうに あさがくる）は、1950年（昭和25年）公開の日本映画。

## キャスト
- 川井吉夫：川田晴久
- 高山ユミ：若杉須美子
- 水木町子：暁テル子
- 亀田大助：伊沢一郎
- 虎造師匠：広沢虎造
- 特別出演：三遊亭歌笑
- 特別出演：近江俊郎
- 渡辺：山口勇
- 徳利一平：潮万太郎
- 院長：伊達正
- 虎造のマネージャー：隅田一男
- 踊子：目黒幸子

## スタッフ
- 脚本：笠原良三
- 監督：水野洽
- 撮影：渡辺公夫
- 録音：橋本国雄
- 美術：高橋康一
- 照明：佐藤寛]
- 音楽：山田栄一